# 学校法人別府大学
学校法人別府大学（がっこうほうじんべっぷだいがく）は、大分県別府市に本部を置く学校法人。

## 沿革
- 1908年4月12日 - 豊州女学校開設
- 1942年4月20日 - 財団法人豊州高等女学校創立認可
- 1946年 - 別府女学院開設
- 1947年3月31日 - 別府女子専門学校認可
- 1948年 - 豊州高等女学校を大分女子高等学校に編成替え認可
- 1950年
  - 別府女子大学設置認可（文学部国文専攻、英文専攻）
  - 大分女子高等学校を自由ヶ丘高等学校に名称変更し、男女共学化
- 1951年
  - 財団法人豊州高等女学校を学校法人佐藤学園へ組織変更認可
  - 別府女子専門学校廃止認可
- 1953年 - 自由ヶ丘保育専門学院開設
- 1954年
  - 別府女子大学を別府大学と改称し、男女共学となる。
  - 別府大学短期大学部設置（商科・生活科）
  - 別府大学附属上代文化博物館開設
- 1957年 - 自由ヶ丘幼稚園教員養成所設置
- 1958年 - 自由ヶ丘高等学校を別府大学附属高等学校に名称変更
- 1960年 - 別府大学附属中学校設置認可
- 1961年 - 別府大学附属幼稚園設置認可
- 1970年 - 別府青葉高等看護学院設置認可
- 1972年 - 別府青葉高等看護学院を別府大学附属高等看護学院に名称変更
- 1973年 - 大学文学部に美学美術史学科設置
- 1975年 - 短期大学部の商科を商経科に名称変更
- 1976年
  - 別府大学附属看護専門学校看護専門課程設置認可
  - 別府大学附属高等看護学院廃止認可
- 1977年 - 別府大学附属上代文化博物館を別府大学附属博物館に改称
- 1997年 - 法人名を学校法人佐藤学園から学校法人別府大学に改称
- 1998年 - 学校法人別府大学と学校法人明星学園と合併
- 1999年 - 明豊中学校・高等学校開校
- 2022年 - 別府大学附属看護専門学校閉校。

## 学園関連校・施設
- 別府大学
- 別府大学短期大学部
- 明豊中学校・高等学校
- 明星小学校
- 別府大学附属幼稚園
- 明星幼稚園
- 境川保育園
- 春木保育園
- 大分香りの博物館